# 2003年度兒歌金曲頒獎典禮得獎名單
2003年度兒歌金曲頒獎典禮，於2003年8月30日舉行。
主題：懷舊
兒童節大使︰蕭正楠、文頌嫻、安德尊、李天翔、陳思齊

## 十大兒歌金曲
1. 《一千倍動能（《激鬥戰車》 主題曲）》 - 蕭正楠
2. 《La La 世界》 - Boy'z
3. 《愛美麗天使（《小天使糖糖》 主題曲）》 - 梁詠琪
4. 《家燕媽媽（《開心小跳豆》內環節 《家燕媽媽》 主題曲）》 - 薛家燕
5. 《音樂看世界 》 - 李紫昕
6. 《百試不厭》 - Twins
7. 《美食擂台（《功夫小食神》 主題曲）》 - 馬浚偉
8. 《人人超人（《超人高斯》 主題曲）》 - Shine
9. 《Fire（《數碼暴龍4 無限地帶》 主題曲）》 - 麥浚龍
10. 《倉鼠俱樂部》 - E-kids

## 最受爹o地媽咪歡迎兒歌大獎
- 《倉鼠俱樂部》 - E-kids

## 最佳兒歌歌曲大獎
- 《親心未變》 - 潘健康、伍婉珊

## 最佳兒歌歌詞大獎
- 《三個願望》 - 熊熊兒童合唱團

## 最有誠意兒歌大獎
- 《更上一層樓》 - 李家仁

## 社會脈搏兒歌大獎
- 《眾志成城抗肺炎》 - 陳以誠

## 兒歌金曲金獎、銀獎、銅獎
1. 《愛美麗天使》 - 梁詠琪
2. 《百試不厭》 - Twins
3. 《一千倍動能》 - 蕭正楠

## 全年至尊兒歌金曲大獎
- 《200% 的咒語（《哈姆太郎》片尾曲）》 - Twins